# Pride (In the Name of Love)
«Pride (In the Name of Love)» (с англ. — «Гордость (Во имя любви)») — песня группы U2, выпущенная 3 сентября 1984 года на четвёртом студийном альбоме The Unforgettable Fire, а также на стороне «А» одноимённого сингла. Песня посвящена Мартину Лютеру Кингу, и несмотря на то, что отзывы критиков о ней были разными, стала одной из самых популярных и коммерчески успешных песен группы. Песня находится на 378-м месте в списке 500 величайших песен всех времён по версии журнала Rolling Stone.

## История песни
Аккорды и мелодия песни появились в ноябре 1983 года на Гавайях во время тура в поддержку предыдущего альбома группы War. Окончательно песня была закончена в Дублине на Windmill Lane Studios во время записи альбома The Unforgettable Fire. Запись песни шла тяжело, музыканты пробовали разные варианты, делали перерывы в записи и вновь возвращались к ней Гитарный аккомпанемент песни интересен тем, что на протяжении всех куплетов и припевов он не одинаков, а несколько изменяется от куплета к куплету.
Изначально Боно хотел спеть о высокомерной гордости Рональда Рейгана за американские вооружённые силы и о том, что такая гордость приводит только к эскалации конфликта и может развязать ядерную войну. Но затем Боно прочёл исследование профессора Стефена Би Отеса «Дайте трубе звучать: Жизнь Мартина Лютера Кинга» и биографию Малькольма Икса. Эти книги произвели большое впечатление на певца, сподвигнув его на размышления о разных способах борьбы (насильственных и ненасильственных) за гражданские права. Главным героем песни становится Мартин Лютер Кинг, как борец за гражданские права, проповедующий ненасильственные методы борьбы; наряду с ним в тексте имеется намёк на Христа.
Впоследствии Боно невысоко оценивал литературные достоинства текста песни (наряду с ещё одной песней с альбома, «Bad»): «…остались просто набросками». Основные претензии критиков также были в отношении текста. Интересно то, что текст песни содержит фактическую ошибку, признаваемую и Боно: об обостоятельствах убийства Кинга говорится «Early morning, April 4» (рус. Ранним утром 4 апреля), тогда как в действительности Кинг был убит после 6 вечера того же дня.

## Признание

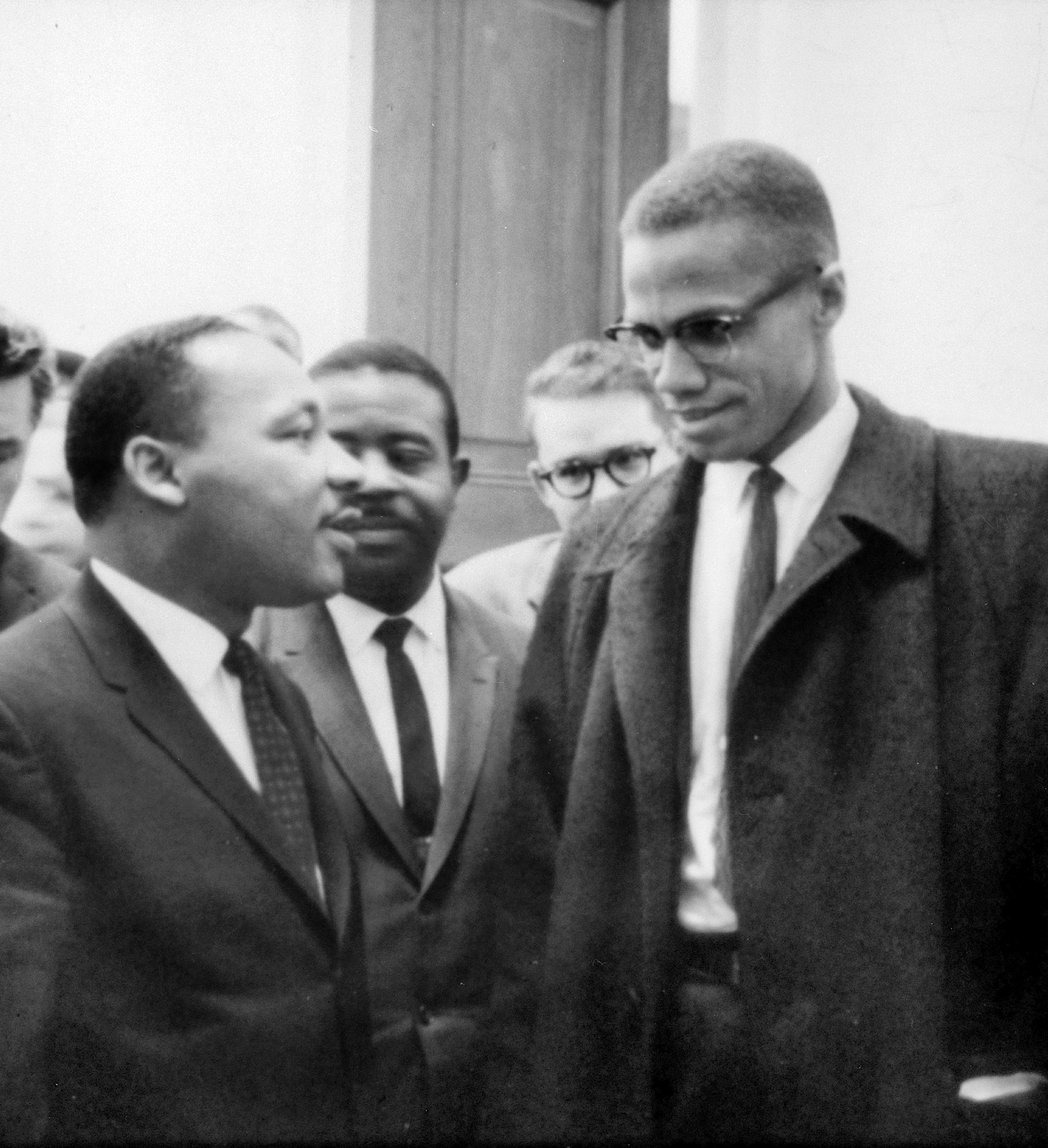
Мартин Лютер Кинг и Малькольм Икс

По выходе сингла, песня поднялась до третьего места в UK Singles Chart и до восьмого в Dutch Singles Chart. В США песня стала первой песней группы, попавшей в Top-40, поднявшись до 33-го места, а в Новой Зеландии сингл возглавил хит-парад и это было первым случаем в истории U2, когда их творчество возглавило чарт целой страны.
В 1984 году традиционный опрос критиков Pazz & Jop поместил песню на 12-е место среди лучших песен 1984 года. Журнал Spin в 1989 году поместил песню на 65 место лучших синглов. Журнал Rolling Stone отвёл песне 378-е место в списке 500 величайших песен всех времён. По версии VH1 песня занимает 38-е место в списке лучших песен 1980-х годов. Журнал Mojo поставил песню на 63-е место в списке 100 эпических рок-песен. По версии Digital Dream Door песня занимает 13-е место в списке лучших песен 1984 года и 501-е место в списке 1000 песен, которые должен знать каждый любитель рока. Наконец, Зал славы рок-н-ролла поместил песню среди 500 песен, которые сформировали рок-н-ролл.
Впервые песня была сыграна вживую 2 сентября 1984 года в Окленде и с тех пор ни один концерт группы не обходится без неё, и вероятно, что это наиболее часто исполняемая песня группы. После выхода песни Коретта Скотт Кинг, вдова Мартина Лютера Кинга, пригласила группу в центр МЛК в Атланте, где группа выступила в конце 1984 года.
Концертное исполнение песни открывает сборник Greenpeace Breakthrough, выпущенный в Советском Союзе в 1989 году.

## Позиции в хит-парадах
| Чарт (1984)                          | Место |
| ------------------------------------ | ----- |
| Canada RPM Top 100                   | 27    |
| Dutch MegaCharts                     | 5     |
| Irish Singles Chart                  | 2     |
| New Zealand Singles Chart            | 1     |
| Norwegian Singles Chart              | 7     |
| Swedish Singles Chart                | 12    |
| UK Singles Chart                     | 3     |
| USA Billboard Hot 100                | 33    |
| USA Billboard Mainstream Rock Tracks | 2     |

| Хит-парад (1984)             | Позиция |
| ---------------------------- | ------- |
| Великобритания (Gallup Poll) | 37      |